# Hydrophis walli
Hydrophis walli är en ormart som beskrevs av Kharin 1989. Hydrophis walli ingår i släktet Hydrophis och familjen giftsnokar och underfamiljen havsormar. Inga underarter finns listade i Catalogue of Life.
Arten är känd från en enda individ som hittades i norra Indiska oceanen nära Malackahalvön eller lite längre söderut.
Hydrophis walli godkänns inte av The Reptile Database. Den listas där som synonym till Hydrophis nigrocinctus.
IUCN listar arten med kunskapsbrist (DD).